# Alexandru Dandea
Alexandru Dandea (n. 23 ianuarie 1988, Drăgășani, Vâlcea, România) este un fotbalist român, care joacă pe post de mijlocaș la Gloria Buzău în Liga a II-a.

## Cariera sportivă

### Cariera timpurie
În 2005, Alexandru Dandea a devenit jucător la Râmnicu Vâlcea, ocupantă a Ligii a II-a. A fost în acest club până în 2008, jucând în 90 de meciuri și înscriind 10 goluri. În 2008, a fost transferat la Seso Câmpia Turzii, la care a stat un an, participând la 14 meciuri, din care a înscris un singur gol. A revenit apoi la Râmnicu Vâlcea, unde a jucat până în 2012, când a fost transferat la CS Severin.

### CS Severin
În 2012, Alexandru Dandea a debutat în fotbalul mare după ce a fost cumpărat de către clubul CS Turnu Severin, clasat pe poziția a 14-a din Liga I. A jucat la această echipă în perioada 2012-2013, timp în care a jucat în 27 de meciuri, din care a înscris 2 goluri. Fostul antrenor al CS Severin, Marian Bondrea l-a caracterizat ca un jucător inapt pentru Liga I, care "gafează prea des". În 2013, Dandea a fost transferat la Dinamo.

### Dinamo
Alexandru Dandea a debutat cu adevărat atunci când a semnat contractul cu Dinamo, unul dintre cele mai bune cluburi de fotbal din România, aflată pe o poziție înaintașă în Liga I.

### Astra
La sfârșitul sezonului 2014-15, Alexandru Dandea s-a transferat în Liga I, la Astra Giurgiu.

## Palmares
Astra Giurgiu
- Liga I (1): 2015-16

## Legături externe
- Profilul lui Alexandru Dandea pe Soccerway
- Alexandru Dandea la romaniansoccer.ro